# Bořetice (Neustupov)
Bořetice (německy Borschetitz) jsou místní částí Neustupova v okrese Benešov ve Středočeském kraji. Vesnice se nachází zhruba 1 km východně od Neustupova. Je zde evidováno 20 adres. Při jižním okraji osady protéká Slupský potok, který je levostranným přítokem řeky Blanice. Bořetice leží v katastrálním území Neustupov.

## Historie
První písemná zmínka o vesnici pochází z roku 1544.